# Hidrovia do São Francisco
Equivalente à distância entre Brasília e Salvador, a Hidrovia do São Francisco é, sem dúvida, a mais econômica forma de ligação entre o Centro-Sul e o Nordeste. Há muito tempo o rio São Francisco ocupa lugar de destaque no transporte aquático nacional, recebendo até mesmo a denominação de Rio da Integração Nacional durante o Regime Militar.
O rio São Francisco é navegável em 1 371 quilômetros, entre Pirapora e Juazeiro / Petrolina, para a profundidade de projeto de 1,5 metros, quando da ocorrência do período crítico de estiagem (agosto a novembro). Sem saída para o Atlântico, em função principalmente das barragens das hidrelétricas de Paulo Afonso e Xingó, o rio São Francisco tem seu aproveitamento integrado ao sistema rodoferroviário da região.

## Condições naturais
O rio São Francisco atravessa regiões com condições naturais das mais diversas. As partes extremas superior e inferior da bacia apresentam bons índices pluviométricos, enquanto os seus cursos médio e sub-médio atravessam áreas de clima bastante seco. Assim, cerca de 75% do deflúvio do São Francisco é gerado em Minas Gerais, cuja área da bacia ali inserida é de apenas 37% da área total. A área compreendida entre a fronteira Minas–Bahia e a cidade de Juazeiro, representam 45% do vale e contribui com apenas 20% do deflúvio anual.

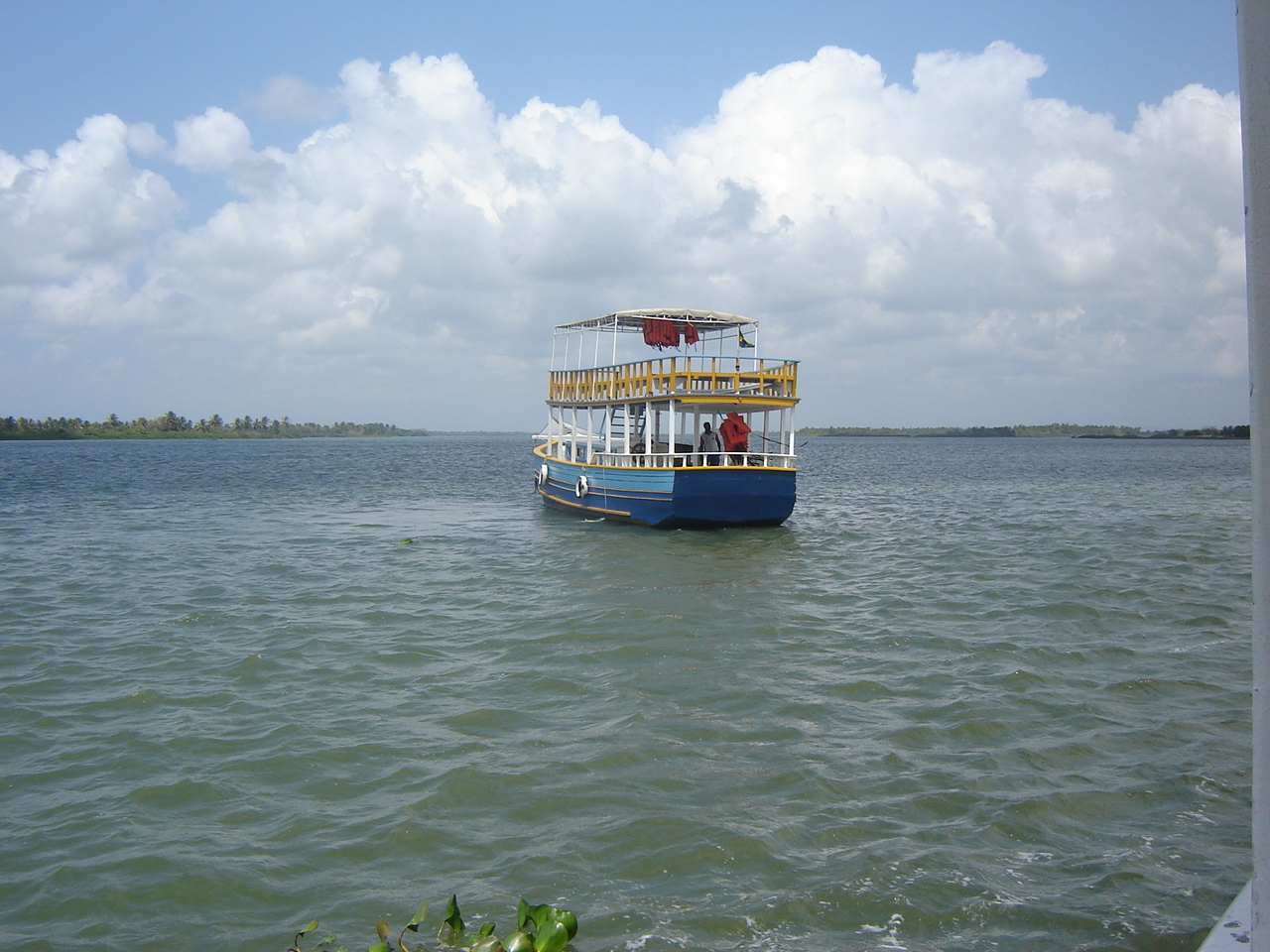
Barco no rio São Francisco

Os aluviões recentes, os arenitos e calcários, que dominam boa parte da bacia de drenagem, funcionam como verdadeiras esponjas para reterem e liberarem as águas nos meses de estiagem, a tal ponto que, em Pirapora, Januária e até mesmo em Carinhanha, o mínimo se dá em setembro, dois meses após o mínimo pluvial de julho. 
À medida que o São Francisco penetra na zona sertaneja semiárida, apesar da intensa evaporação, da baixa pluviosidade e dos afluentes temporários da margem direita, tem seu volume d'água diminuído, mas mantém-se perene, graças ao mecanismo de retroalimentação proveniente do seu alto curso e dos afluentes no centro de Minas Gerais e oeste da Bahia. Nesse trecho o período das cheias ocorre de outubro a abril, com altura máxima em março, no fim da estação chuvosa. As vazantes são observadas de maio a setembro, condicionadas à estação seca.

## Estatísticas

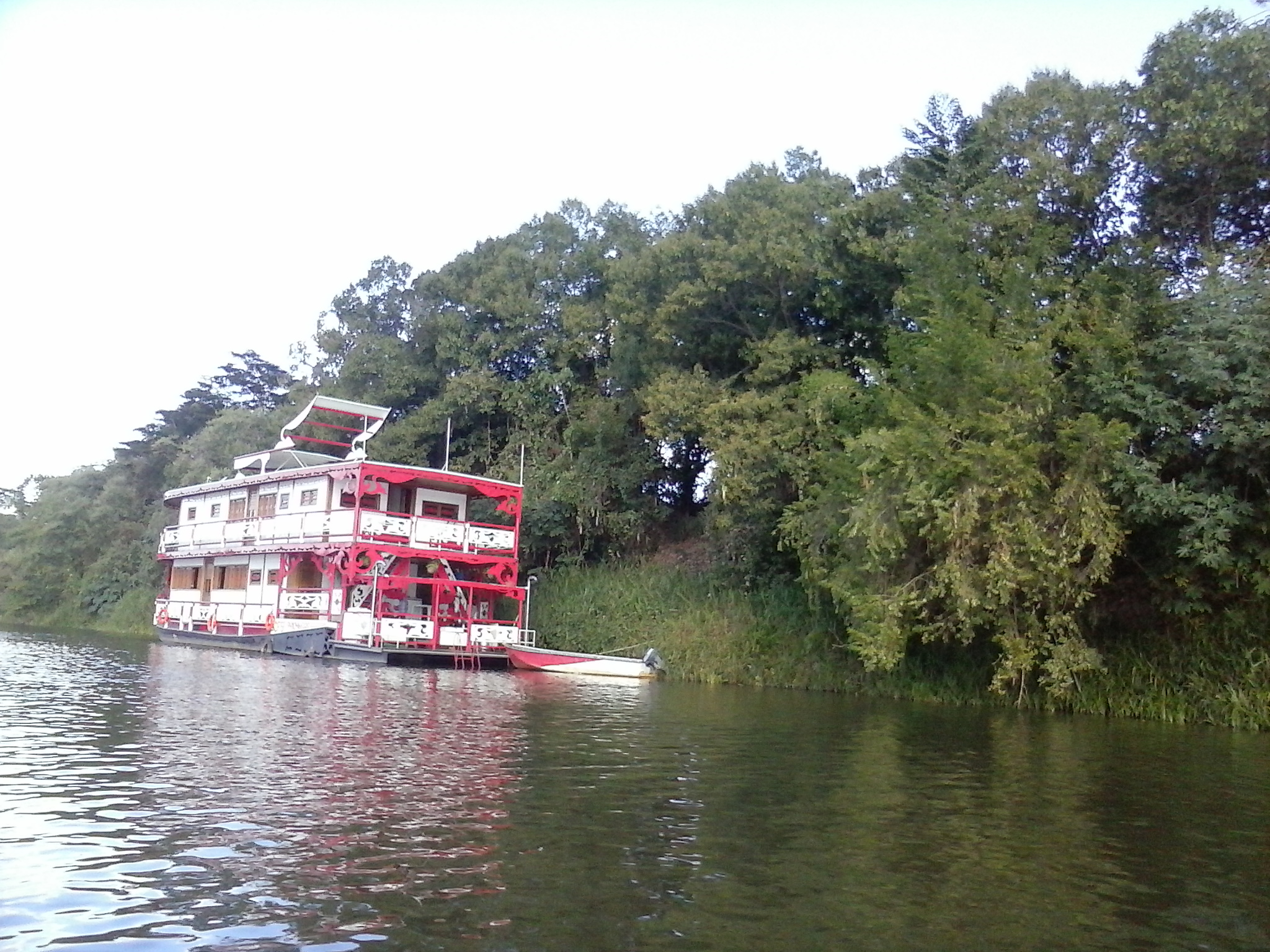
Rio São Francisco, em Minas Gerais.

A partir da implantação do sistema multimodal, o escoamento da produção agrícola do oeste da Bahia, com foco na cidade de Barreiras, banhada por um dos seus principais afluentes, o rio Grande, é realizado por rodovia até a cidade de Ibotirama na margem do São Francisco, descendo o rio pelo transporte hidroviário até Juazeiro/Petrolina, e deste, por ferrovia, para o Porto de Aratu. No quilômetro 42, acima de Juazeiro/Petrolina, situa-se a barragem de Sobradinho, cuja transposição é realizada através de eclusa. A movimentação anual fica em torno de 60 mil toneladas ao ano.
No ano de 2013, a hidrovia foi responsável pelo transporte de 24 mil toneladas de grãos, mas segundo a Associação de Agricultores e Irrigantes da Bahia (AIBA), há potencial para escoamento de 5 milhões de toneladas por ano.
Segundo levantamento de 2013 da Agência Nacional de Transportes Aquaviários (Antaq), foram transportadas 49 mil toneladas de caroço de algodão no trecho entre Ibotirama/Muquém de São Francisco até Juazeiro, de 576 quilômetros.